# Jon Huntsman senior

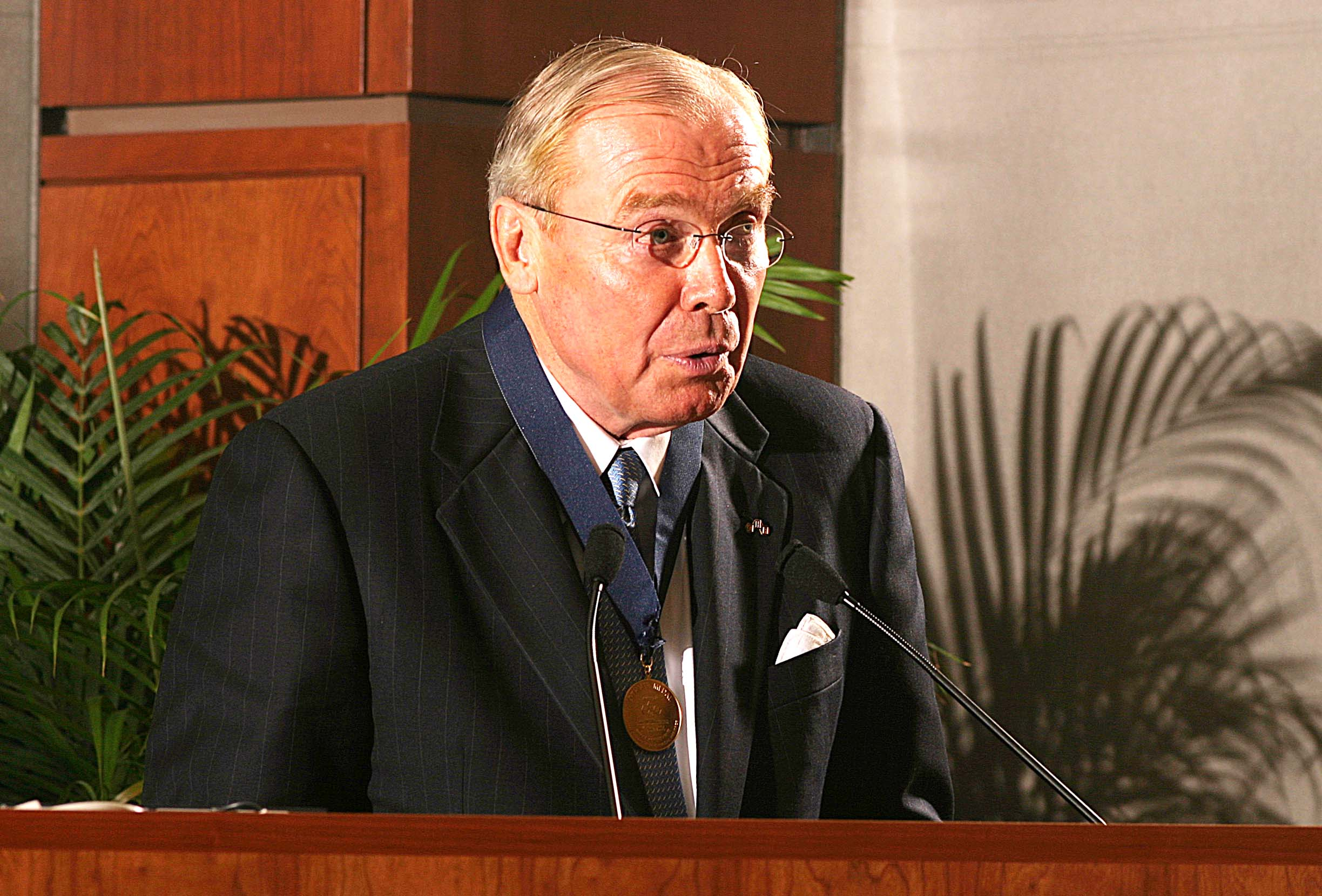
Jon Huntsman, Sr. (2004)

Jon Meade Huntsman senior (* 21. Juni 1937 in Blackfoot, Idaho; † 2. Februar 2018 in Salt Lake City, Utah) war ein US-amerikanischer Industrieller.
Huntsman war Gründer der Huntsman Corporation und Mitglied der Forbes 500. Er wohnte zuletzt in der Nähe von Salt Lake City, Utah.
Huntsman senior wuchs in ärmlichen Verhältnissen in Idaho beziehungsweise Kalifornien auf, studierte mithilfe von Stipendien an der Wharton School, arbeitete als Angestellter im Weißen Haus in der von Präsident Richard Nixon geführten Ära, und war für Dow Chemical tätig, bevor er sein eigenes Unternehmen gründete.
Huntsman senior spendete großzügige Beträge für karitative und akademische Zwecke, nicht zuletzt zugunsten des Huntsman-Krebsforschungsinstituts (Huntsman Cancer Institute). Neben dem heutigen Hauptgebäude der Wharton School der University of Pennsylvania wurden auch das Huntsman Program in International Studies and Business und mit dem Jon M. Huntsman Center die Hauptarena der University of Utah nach ihm benannt. Er war Mitglied der mormonischen Kirche Jesu Christi der Heiligen der Letzten Tage.
Sein ältester Sohn, Jon Huntsman junior, war von 2004 bis 2009 Gouverneur von Utah.